# هيمارا
جمارة أو هِمارة أو (نقحرة: هيمارا) (بالإنجليزية: Himara)‏ هي مدينة في جنوب ألبانيا، بلغ عدد سكانها في 2011 5,738 نسمة.

## معرض صور

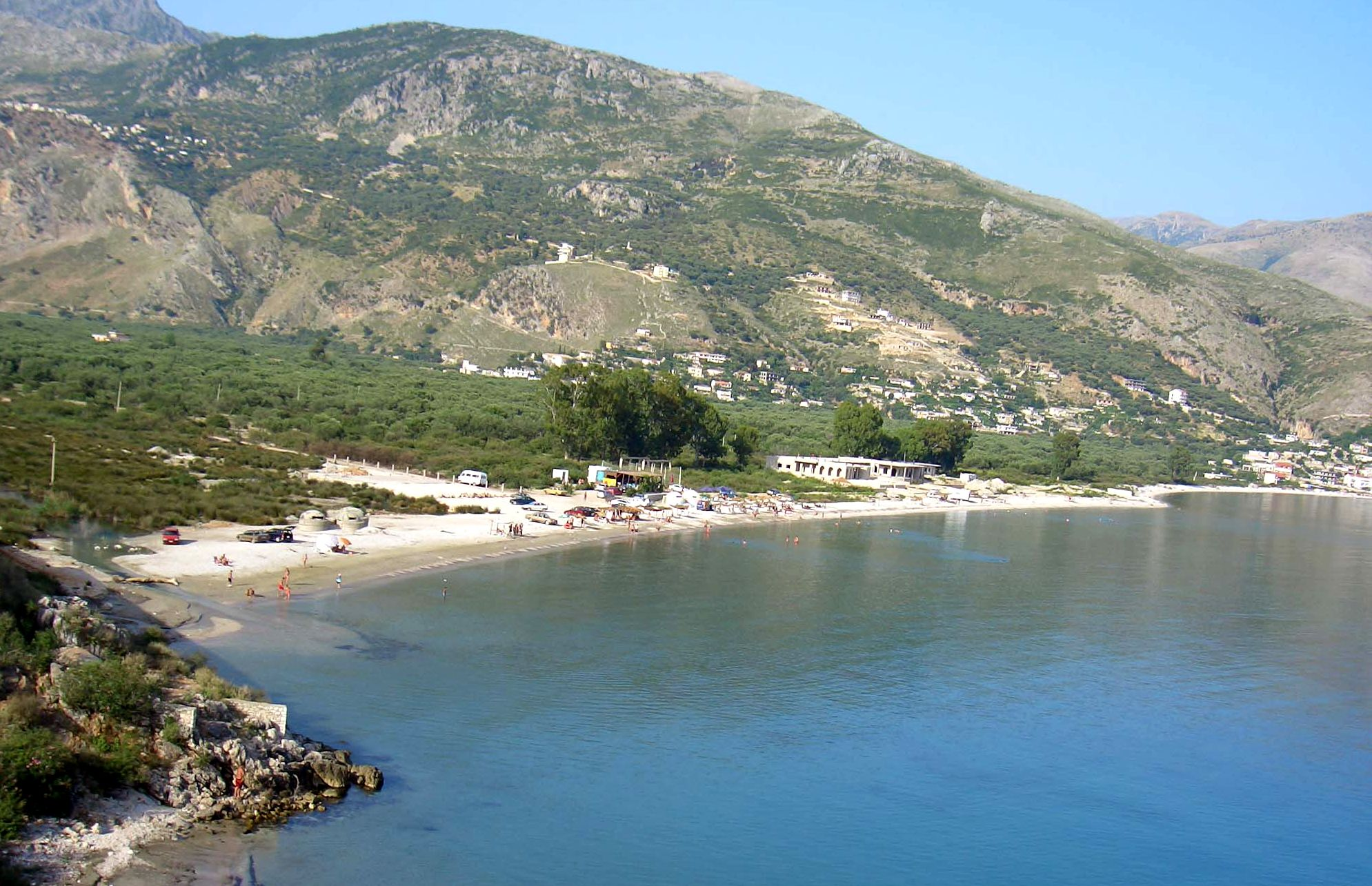
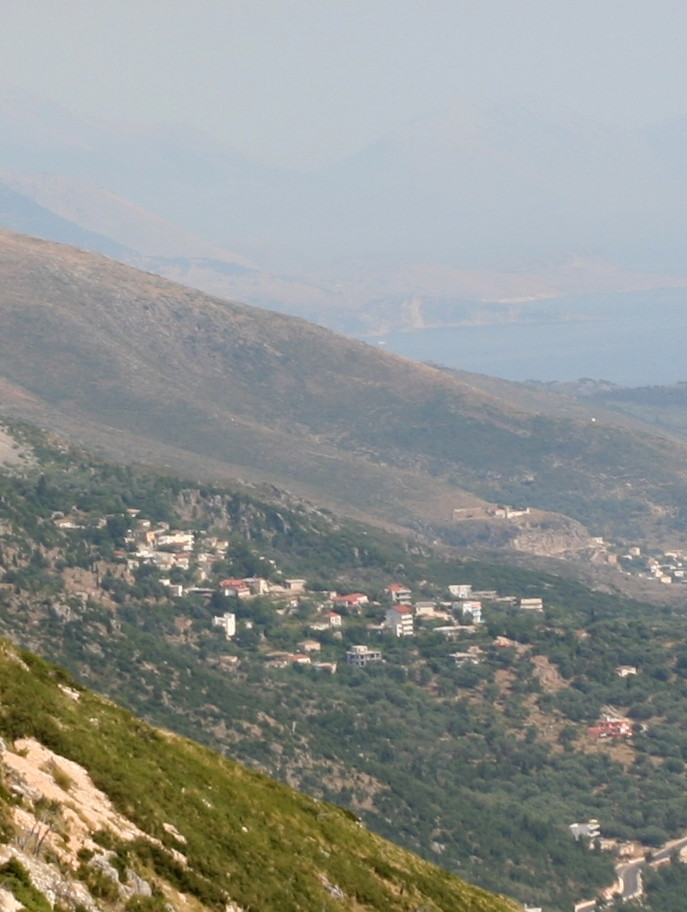
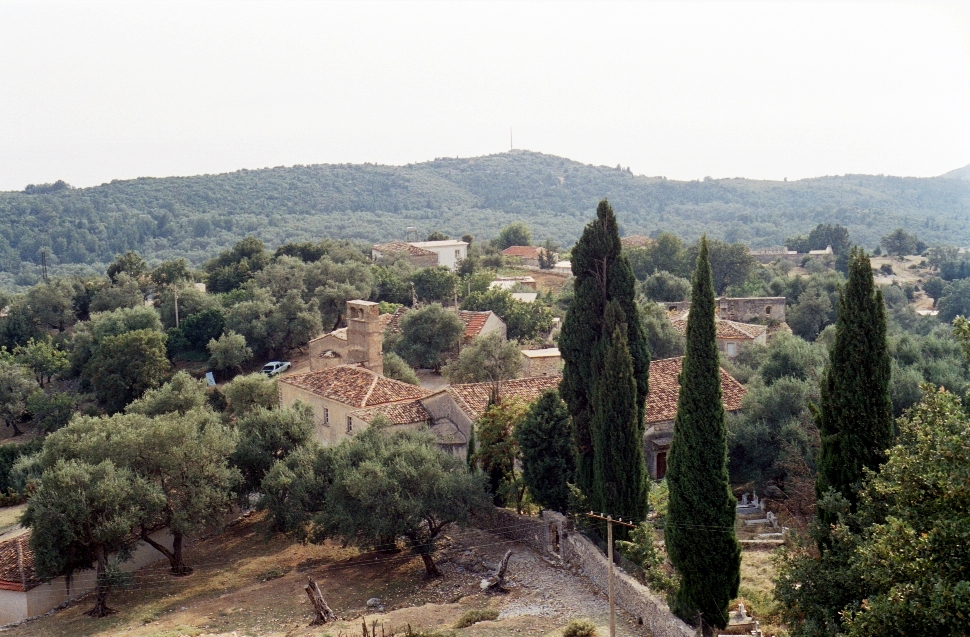
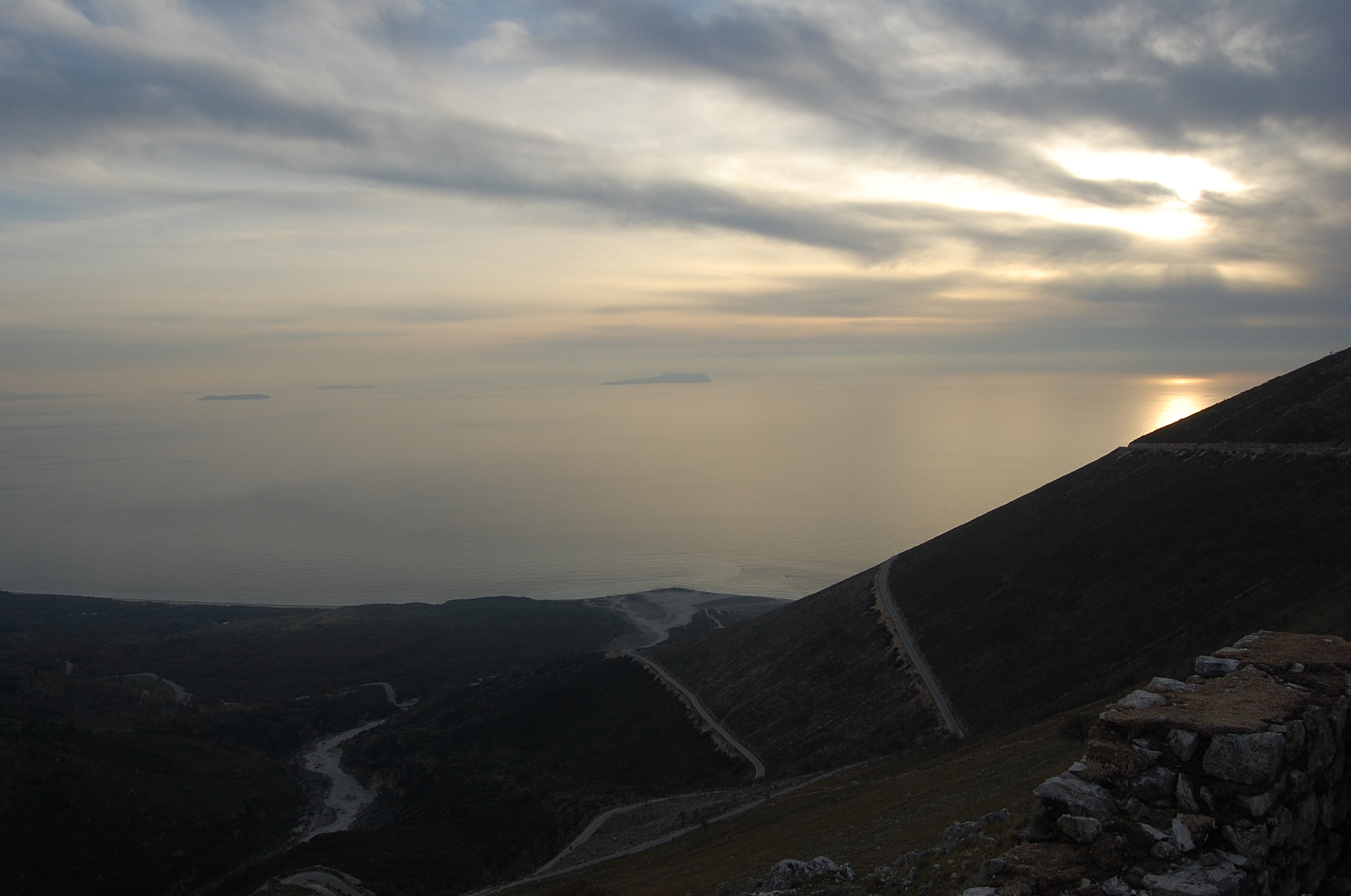
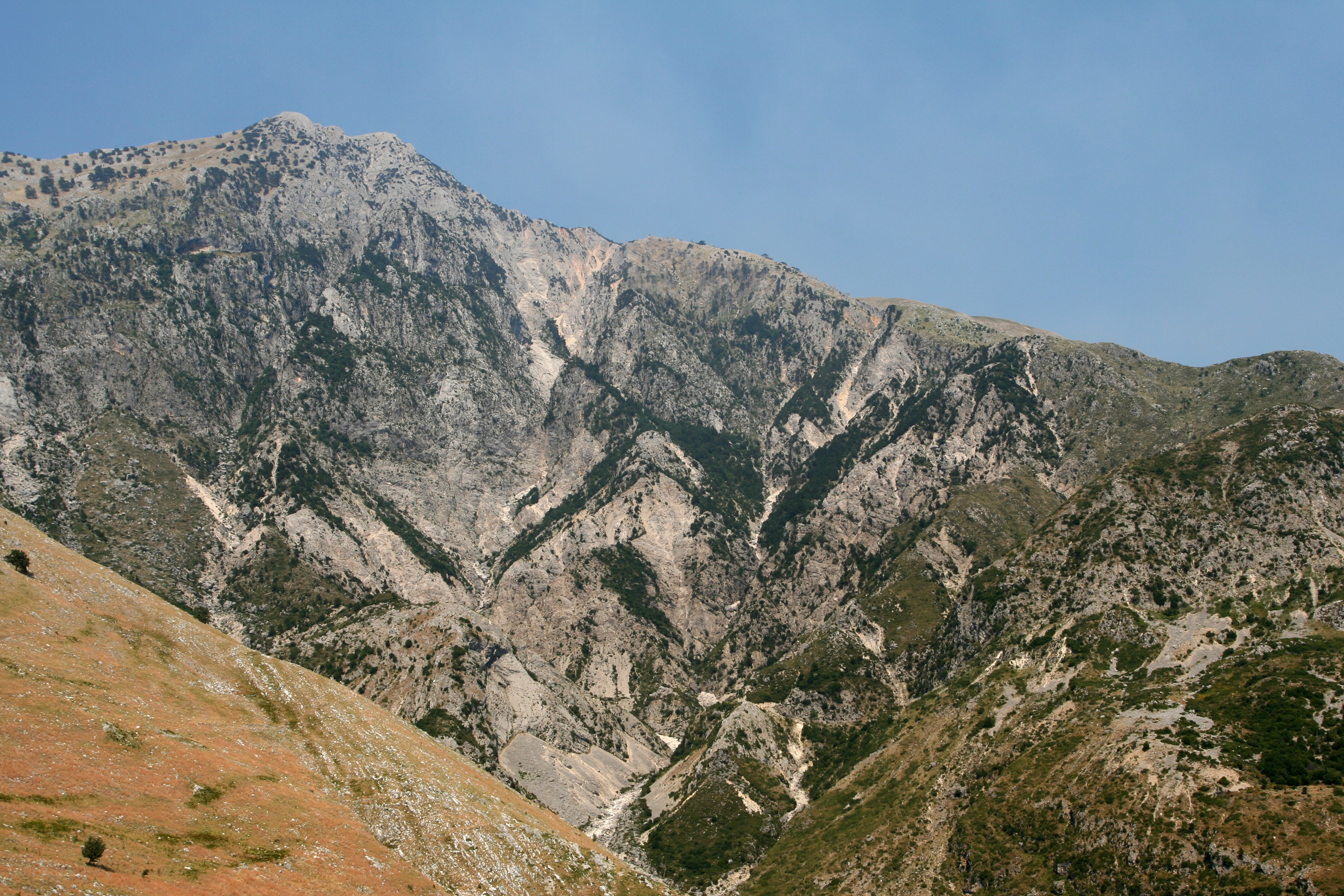

## أعلام
- نايجل كولين
- بيروس ديماس
- سوتيريس نينيس